# Miss Baker
Miss Baker (1957 – 29 de noviembre de 1984) fue un mono ardilla que se convirtió, junto al mono rhesus Miss Able, en uno de los primeros dos animales enviados al espacio por los Estados Unidos que volvieron con vida.
Todos los esfuerzo previos de los Estados Unidos por lanzar monos al espacio finalizaron con la muerte de los animales por sofocación o falla del paracaídas, y los esfuerzos de la Unión Soviética fueron solo un poco mejores, para disgusto de los activistas de derechos de los animales.
Precediendo Baker, la Unión Soviética recuperó dos perros, los primeros mamíferos recuperados con vida de un vuelo espacial suborbital, desde una altitud de 101 kilómetros el 22 de julio de 1951, y posteriormente se recuperaron algunos otros perros. Estados Unidos había volado algunos monos y ratones por cohete Aerobee a altitudes por debajo del borde del espacio a comienzos de 1951.

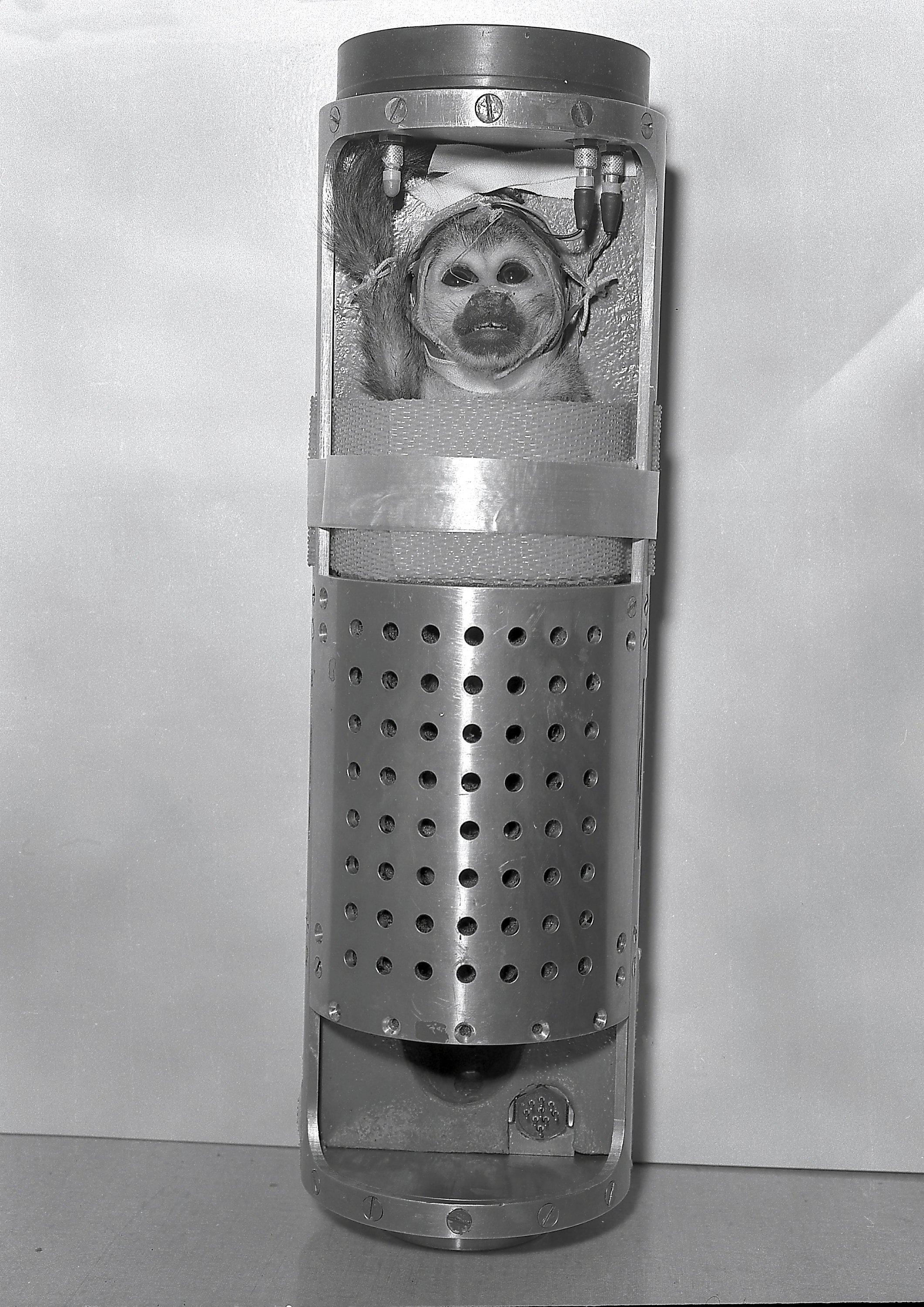
Miss Baker espera el lanzamiento.

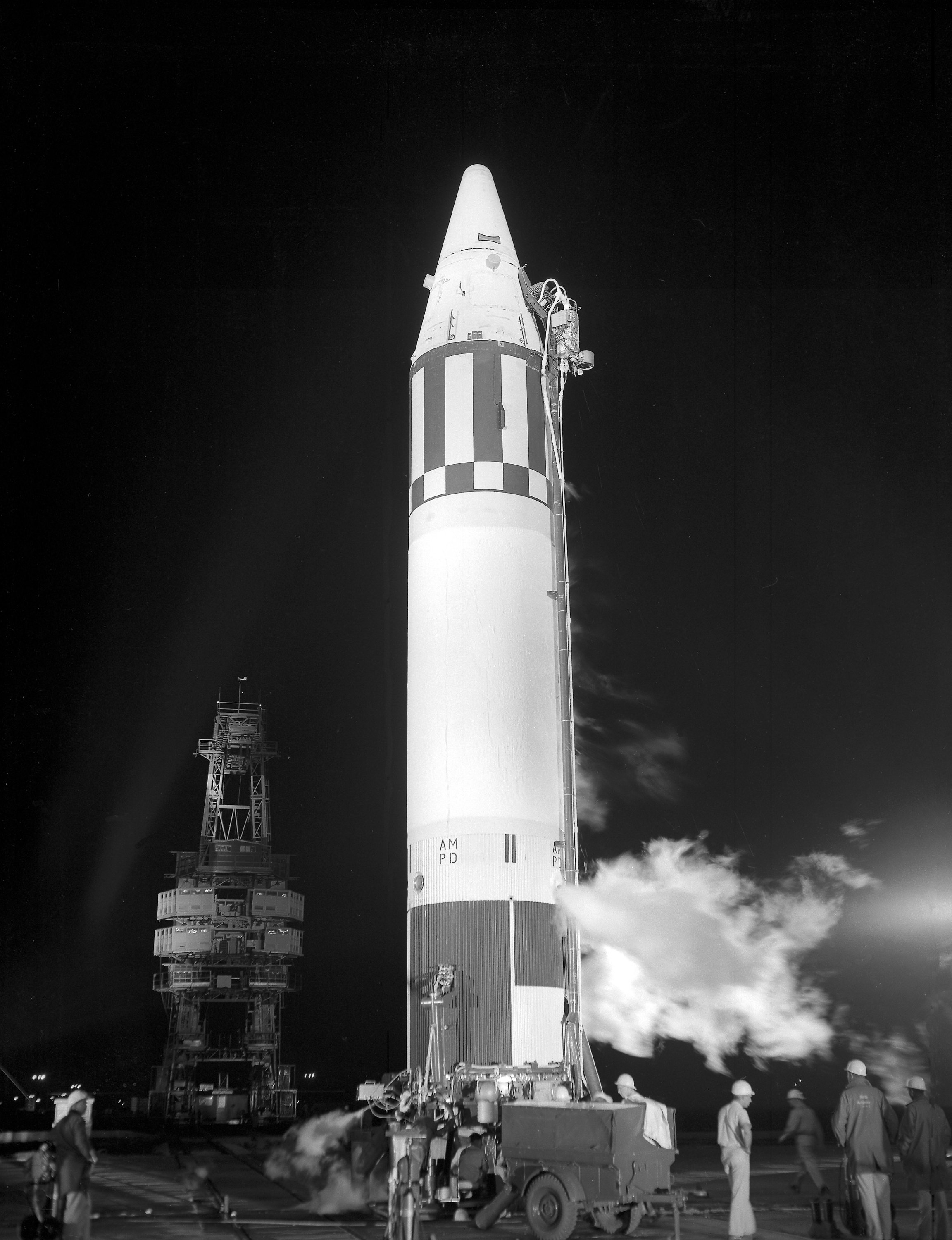
Jupiter AM-18 listo para el lanzamiento a las 2:39 a. m. en Cabo Cañaveral, complejo 26B.